# Leisure Suit Larry
Leisure Suit Larry es una saga de videojuegos de aventuras gráficas para adultos creada en 1987 por Al Lowe. Fue publicado por Sierra de 1987 a 2009, luego por Codemasters a partir de 2009. Los primeros seis títulos de Leisure Suit Larry, junto con magna cum laude y Love for Sail Mobile, fueron distribuidos por Vivendi Games (ahora Activision Blizzard), mientras que Box Office Bust y Reloaded fueron distribuidos por Codemasters. Actualmente, los juegos están siendo publicados y distribuidos por Assemble Entertainment. En el caso de la entrega de 1992, creado por Sierra, el juego sufrió una censura por el alto y explícito contenido sexual.

## La saga
- 1987: Leisure Suit Larry in the Land of the Lounge Lizards
- 1988: Leisure Suit Larry Goes Looking for Love (in Several Wrong Places), también conocido como Leisure Suit Larry 2
- 1989: Leisure Suit Larry III: Passionate Patti in Pursuit of the Pulsating Pectorals
- 1991: Leisure Suit Larry: In The Land of the Lounge Lizards VGA (una versión del primer juego adaptado a gráficos VGA, de 256 colores, y música MIDI)
- 1991: Leisure Suit Larry 5: Passionate Patti Does a Little Undercover Work
- 1993: Leisure Suit Larry 6: Shape Up or Slip Out!
- 1996: Leisure Suit Larry: Love for Sail!
- 2004: Leisure Suit Larry: Magna Cum Laude (sin la participación de Al Lowe)
- 2009: Leisure Suit Larry: Box Office Bust (sin la participación de Al Lowe)
- 2013: Leisure Suit Larry: Reloaded
- 2018: Leisure Suit Larry: Wet Dreams Don't Dry
- 2020: Leisure Suit Larry: Wet Dreams Dry Twice

Nota: Al Lowe, creador de la saga, dijo después de crear la tercera parte que no crearía un Larry 4, refiriéndose a que no volvería a crear otro Larry más. Pero, al querer continuar la saga, respetó su palabra y no creó nunca un Larry 4.

Magna Cum Laude y Box Office Bust son juegos que fueron desarrollados sin la participación de Al Lowe. La interacción de Larry Laffer, el protagonista de los juegos de la serie, solo se reduce a un cameo de la voz de ayuda para el nuevo protagonista de los juegos, "Larry Lovage", sobrino de Larry Laffer.

## Otros juegos
- 1992: The Laffer Utilities
- 1998: Leisure Suit Larry's Casino